# Rio de Contas
Rio de Contas este un oraș în statul Bahia (BA) din Brazilia.